# 전당 대회
전당 대회(全黨大會, 영국 영어: party conference, 미국/캐나다 영어: political convention, party congress)는 정당의 대중적인 모임을 가리킨다. 이 대회는 당에 가입한 특정 대표자들이 참석한다. 대부분의 정당에서 전당 대회는 당의 최고 의결 기관이며 당대표를 선출하거나 후보 지명을 하고 당 정책을 결정하고 의제를 설정한다.
캐나다에서는 당의 새 지도자가 이후 총리가 될 수 있다.
영국에서 정당은 매해 9월과 10월 3째주에 열리며 하원은 휴회 기간을 맞는다.
미국에서 정당은 대통령 후보 지명 모임을 보통 가리킨다.

## 같이 보기
- 정당
- 정당 목록
- 당대표